# Civitavecchia
Civitavecchia é uma comuna italiana da região do Lácio, província de Roma, com cerca de 47.349 habitantes. Estende-se por uma área de 71 km², tendo uma densidade populacional de 667 hab/km². Faz fronteira com Allumiere, Santa Marinella, Tarquinia (VT).

## Demografia
| Variação demográfica do município entre 1861 e 2011                               |
|                                                                                   |
| Fonte: Istituto Nazionale di Statistica (ISTAT) - Elaboração gráfica da Wikipedia |